# Burg Ruschendorf
Die Burg Ruschendorf (lettisch Krievciema pils) ist die Ruine einer in der Mitte des 14. Jahrhunderts errichteten bischöflichen Vasallenburg des Erzbistums Riga. Die Mauerreste der abgetragenen Anlage befinden sich am Ufer der Ewst nahe dem livländischen Dorf Krievciem im lettischen Bezirk Jēkabpils.

## Geschichte
Die Burg Ruschendorf, 1354 erstmals urkundlich erwähnt, wurde vermutlich zur selben Zeit von den bischöflichen Vasallen aus dem Hause Tiesenhausen errichtet.
Aufgrund von Gebietsstreitigkeiten zwischen dem Erzbischof von Riga und dem Livländischen Orden gelangte Ruschendorf in den Besitz des Ordens. 1456 verpachtete Johann von Mengede, der Landmeister des Livländischen Ordens, Ruschendorf an das Rittergeschlecht Rehbinder. Dies wurde 1519 vom Landmeister Wolter von Plettenberg bestätigt.
Nach dem Livländischen Krieg übertrug König Stephan Báthory von Polen-Litauen 1585 Ruschendorf an Nikolai von Korff, den Gouverneur von Cēsis.
Im 17. Jahrhundert verlor die Burg u. a. durch Zerstörungen im Polnisch-Schwedischen Krieg und im Zweiten Nordischen Krieg ihre wirtschaftliche und militärische Bedeutung und wurde zugunsten des etwa 50 m entfernt errichteten Gutshofes aufgegeben. Durch dessen Erweiterung und Ausbau im 19. Jahrhundert wurden die Mauerreste der Burg nach und nach abgetragen und als Baumaterial für Nebengebäude verwendet.

## Beschreibung
Die Burg Ruschendorf war eine rechteckige Kastellburg und diente vornehmlich dem Schutz landwirtschaftlicher Gütern vor feindlichen Überfällen. Sie hatte eine Fläche von 29 × 19 m und war umgeben von einer Ringmauer, die nördlich direkt an das 6 m hohe Steilufer der Ewst grenzte. Das Wohngebäude des Burgherrn befand sich an der Nordseite; an der Westseite befanden sich Keller entlang der gesamten Breite der Burg.
Heute sind von der Burg, ausgenommen ein paar kleiner Mauerfragmente, keine oberirdisch sichtbaren Überreste erhalten.